# Nitrosylkomplexy kovů

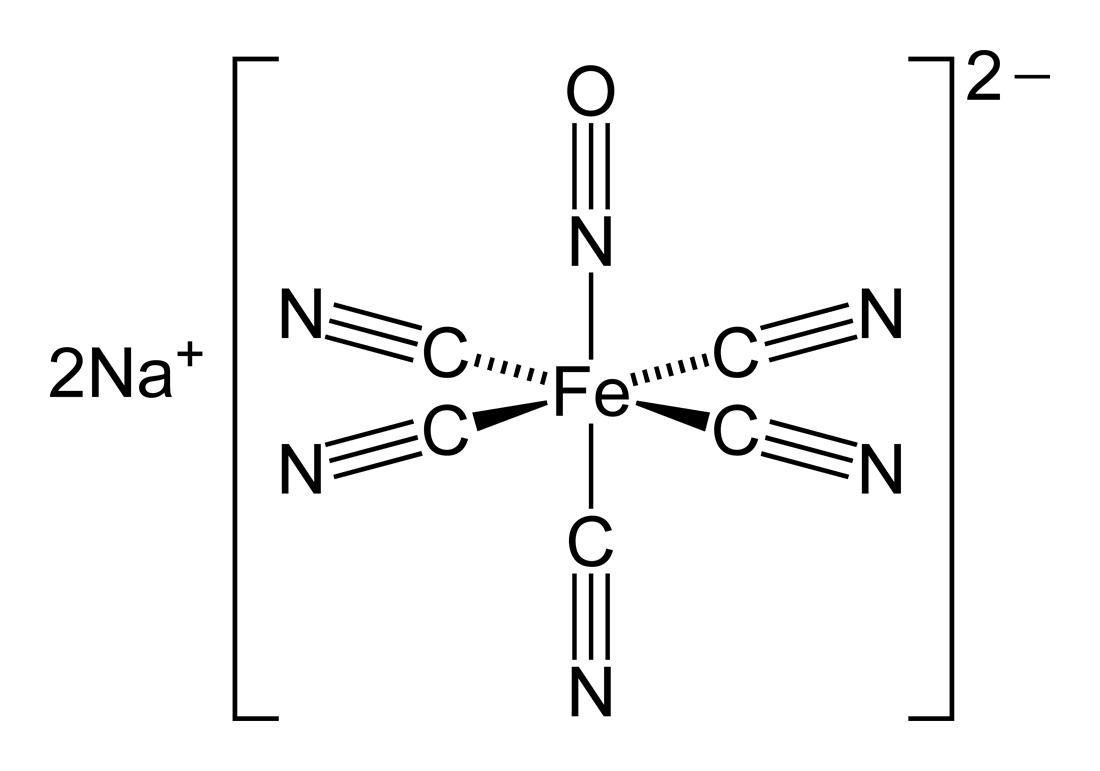
Nitroprusid sodný, nitrosylpentakyanoželezitanový komplex používaný na léčbu vysokého krevního tlaku

Nitrosylkomplexy kovů jsou komplexní sloučeniny obsahující molekuly oxidu dusnatého, NO, navázané na atomy přechodných kovů. Tyto komplexy se mohou lišit jak strukturou, tak i dodatečnými ligandy.

## Struktura

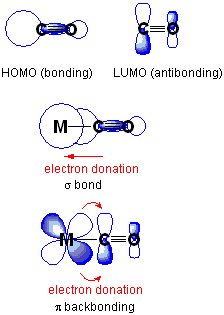
(nahoře) HOMO a LUMO oxidu uhelnatého (uprostřed) vazba sigma (dole) vazba pí

Většina komplexů NO ligandů může být považována za deriváty nitrosylového kationtu, NO+. Tento kation je izoelektronický s oxidem uhelnatým, takže vazby nitrosylových ligandů na kovy jsou podobné vazbám v karbonylech. Nitrosyl dodává na kov dva elektrony a přijímá elektrony z kovu. Analogii mezi sloučeninami NO+ a CO lze ukázat například na komplexech Co(NO)(CO)3 a Ni(CO)4. Z hlediska počtu elektronů jsou dva lineární NO ligandy ekvivalentní třem CO; to lze ukázat na dvojici izoelektronických komplexů Fe(CO)2(NO)2 a [Ni(CO)4]. Oba tyto komplexy splňují pravidlo 18 elektronů. Popis oxidu dusnatého jako NO+ neodpovídá některým měřením a vypočítaným vlastnostem; podle jiného popisu je donorem tří elektronů a vazba mezi kovem a ligandem je trojná.

### Lineární a ohnuté nitrosylové ligandy

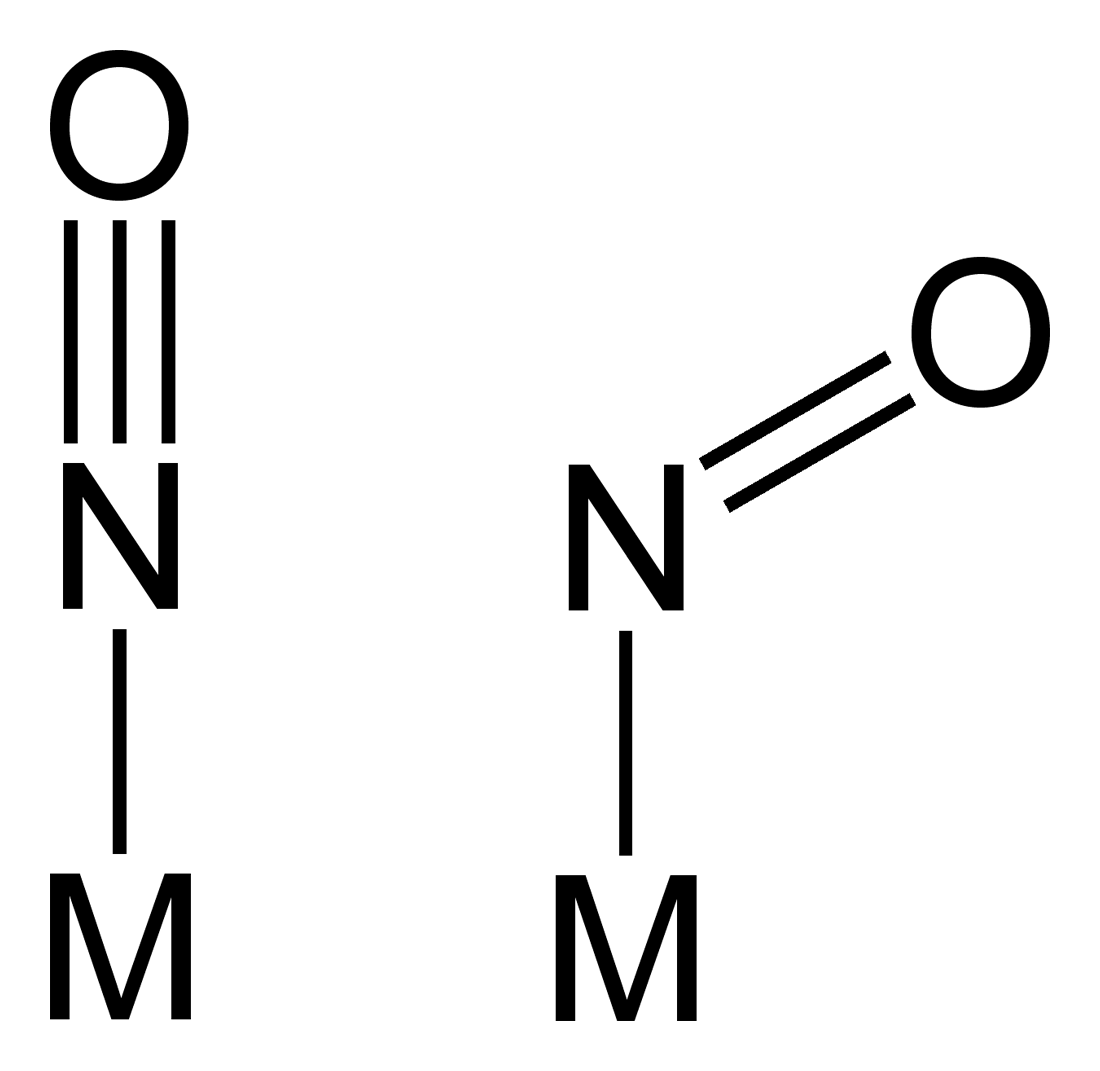
lineární a ohnuté vazby M-NO

Jednotky M-N-O v nitrosylových komplexech jsou obvykle buď lineární, nebo z lineárního tvaru vychýlené nanejvýš o 15°; existují však i komplexy, kde jsou tyto odchylky větší. Lineární a ohnuté NO ligandy lze od sebe odlišit pomocí infračervené spektroskopie, kdy lineární M-N-O absorbují mezi 1650 a 1900 cm−1, zatímco ohnuté nitrosyly v rozmezí 1525–1690 cm−1. Rozdílné vibrační frekvence jsou způsobeny odlišnými řády vazeb N-O, kdy jsou u lineárních trojné a u ohnutých dvojné.
Ohnuté NO ligandy se někdy popisují jako anionty, NO−. K takovým sloučeninám patří organické nitrososloučeniny, například nitrosobenzen. Ke komplexům s ohnutými NO ligandy patří mimo jiné trans-[Co(en)2(NO)Cl]+; NO− je běžné i u molekul obsahujících kromě NO alkalické kovy nebo kovy alkalických zemin, například LiNO a BeNO mají iontové struktury, Li+NO− a Be+NO−.
Zda molekula obsahuje lineární, nebo ohnuté ligandy, lze určit pomocí Enemarkova–Felthamova značení. Faktorem určujícím tvar NO ligandů je zde počet elektronů v pí symetrii. Komplexy s více než 6 „pí elektrony“ mívají ohnuté NO ligandy; například [Co(en)2(NO)Cl]+, s osmi elektrony pí symetrie (šesti v orbitalech t2g a dvěma na NO, {CoNO}8, obsahuje ohnutý ligand, ale u [Fe(CN)5(NO)]2−, který má šest elektronů pí symetrie, {FeNO}6, je nitrosyl lineární. Pro přehlednost je zobrazen počet {MNO} d elektronů u aniontu [Cr(CN)5NO]3−. Z kyanidových ligandů má každý náboj −1, celkem tedy −5. Vyvážení celkového náboje se tak dosáhne tím, že {CrNO} má náboj +2 (−3 = −5 + 2). Z hlediska neutrálních elektronů má Cr 6 d elektronů a NO· mí jeden, což dohromady dává 7. Dva elektrony se odečtou, protože celkový náboj fragmentu činí +2, což dá výsledek 5. Podle Enemarkova–Felthamova značení je počet d elektronů {CrNO}5. Výsledky vycházejí stejně, ať se s nitrosylovým ligandem počítá jako s NO+ nebo NO−.

### Můstkové nitrosylové ligandy
Oxid dusnatý může vytvářet můstky. Ve sloučenině [Mn3(η5C5H5)3 (μ2-NO)3 (μ3-NO)] se vyskytují tři NO skupiny, které spojují dvě kovová centra, a jeden NO můstek spojující všechny tři.

### Isonitrosylové ligandy

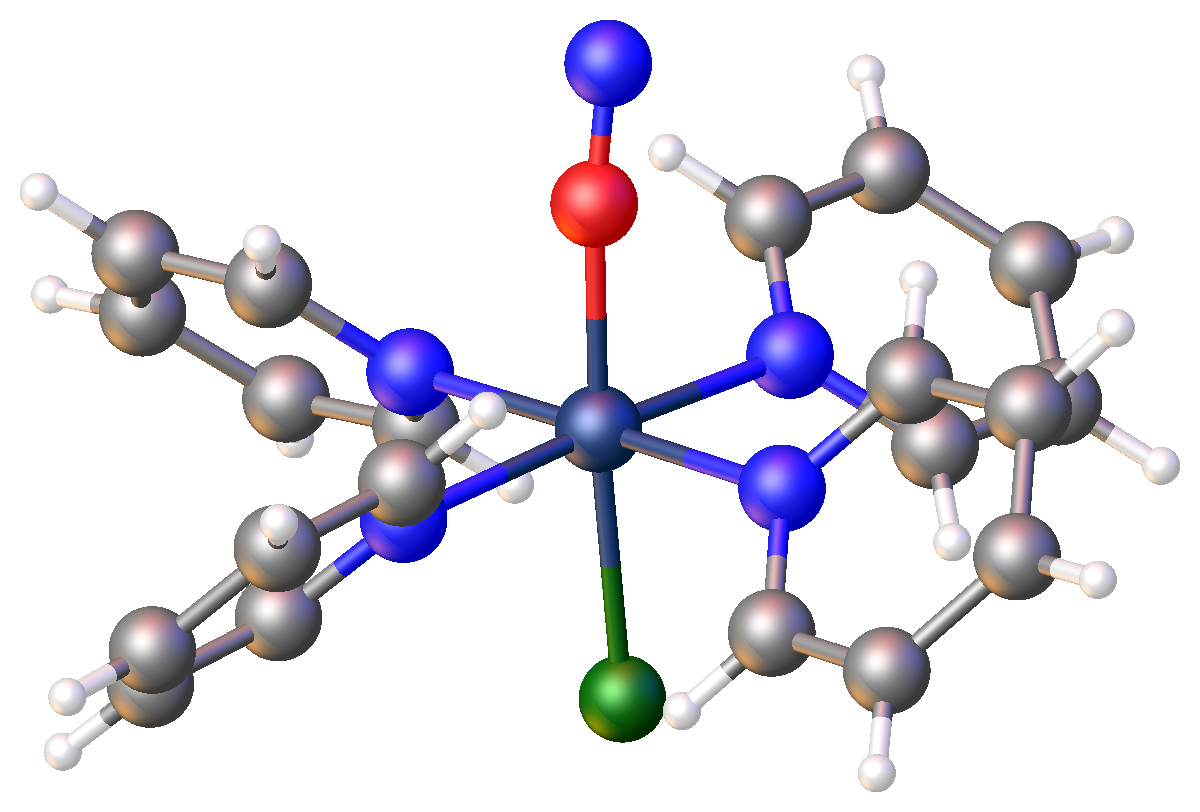
Struktura isonitrosylového komplexu [Ru(Cl)(ON)(pyridin)_{4}]^{+} (červená = O modrá = N, šedá = C, tmavě zelená = Ru, zelená = Cl)

Jsou popsány, většinou přechodné, isonitrosylové ligandy, ve kterých jsou molekuly NO koordinované přes atomy kyslíku. Vytvořit lze ozářením nitrosylových komplexů ultrafialovým zářením.

## Rozdělení

### Homoleptické nitrosylové komplexy
Komplexy obsahující pouze nitrosylové ligandy se označují jako izoleptické. Do této méně běžné skupiny patří například Cr(NO)4. Vzácné jsou i trinitrosylkomplexy, polykarbonylů je známo mnohem více.

### Roussinovy soli – červená a černá
Jedním z prvních popsaných nitrosylových komplexů byla Roussinova červená sůl, sodná sůl aniontu [Fe2(NO)4S2]2−. Struktura aniontu obsahuje dva čtyřstěny se společným vrcholem. Na každý atom železa jsou navázány dva NO+ ligandy a dva můstkové sulfidové ligandy, společné se sousedními atomy železa. Roussinova černá sůl, s aniontem o vzorci [Fe4(NO)7S3]−, má složitější strukturu; její grupa symetrie je C3v. Obsahuje čtyřstěn tvořený atomy železa, se sulfidovými ionty na třech jeho stěnách. Trojice atomů železa je navázána na dvě nitrosylové skupiny. Železo na trojčetné ose souměrnosti váže jeden nitrosyl, který také leží na této ose.

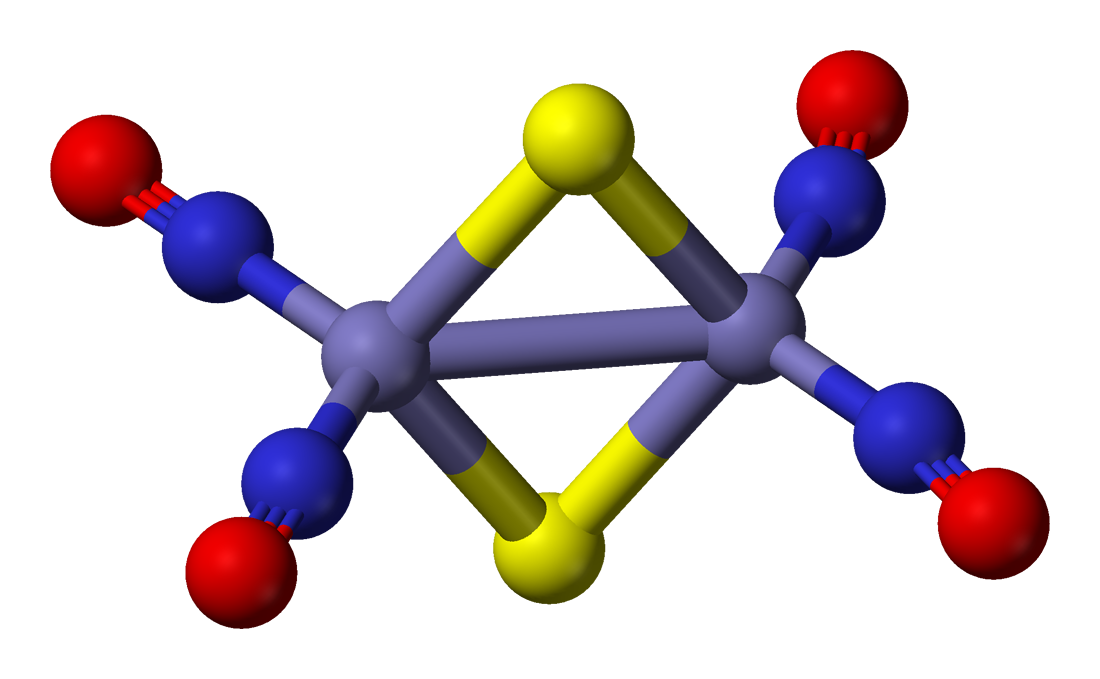
anion Roussinovy červené soli, [Fe2S2(NO)4]2−
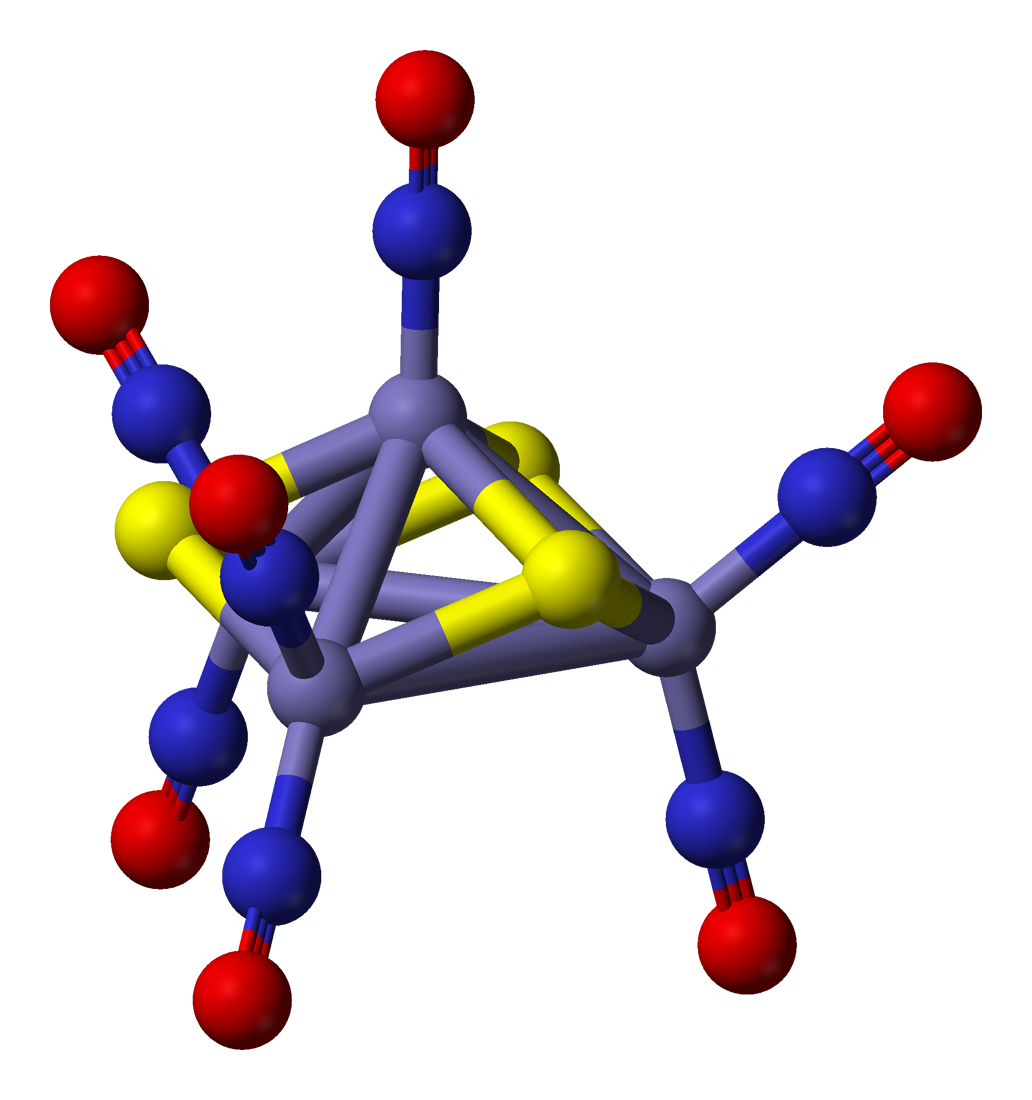
Anion Roussinovy černé soli, [Fe4S3(NO)7]−

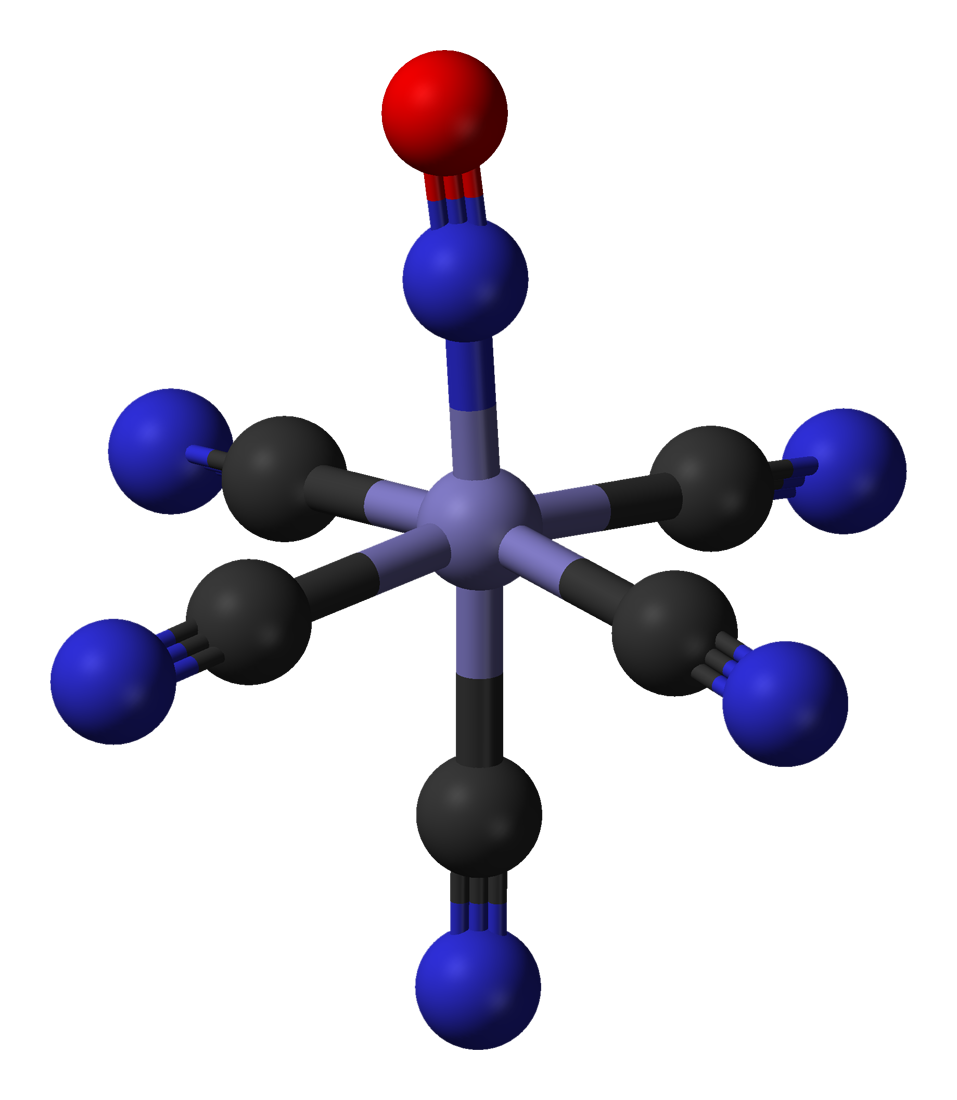
Nitroprusidový anion, [Fe(CN)5NO]2−, oktaedrický komplex obsahující lineární NO ligand
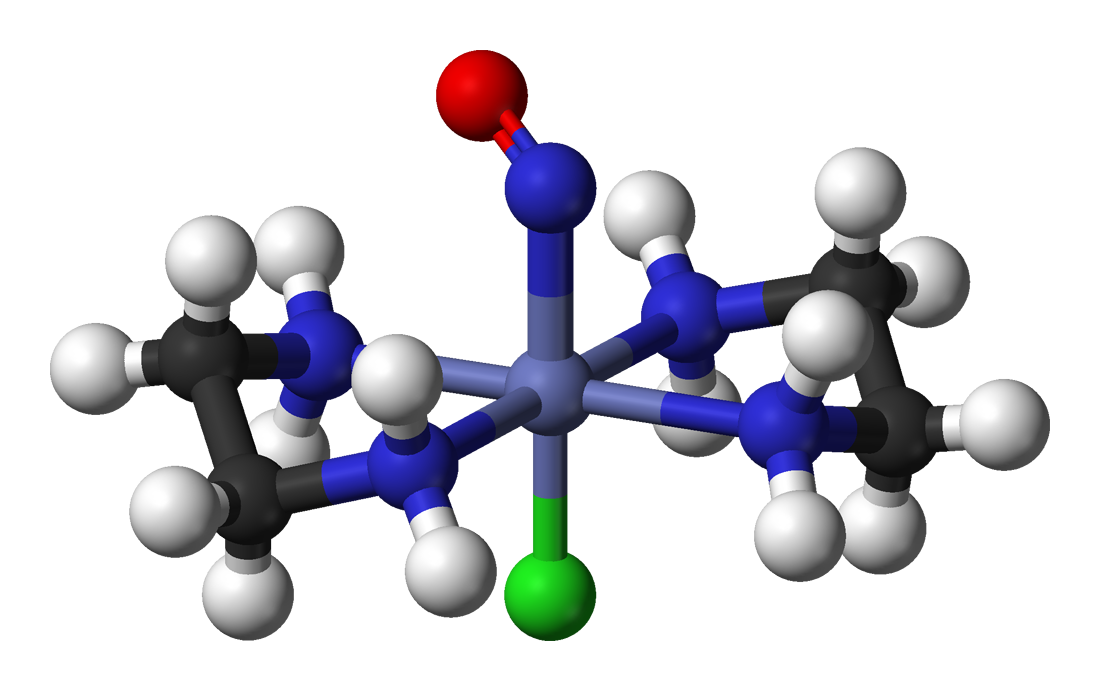
trans-[Co(en)2(NO)Cl]+, oktaedrický komplex s ohnutým NO ligandem

## Příprava
Mnoho nitrosylových komplexů je poměrně stálých, a lze je tak připravit několika způsoby.

### Z NO
Nitrosylové komplexy lze připravit reakcemi komplexů kovů s oxidem dusnatým; obvykle se při tom používají redukované prekurzory. Jako příklad může sloužit nitrosylace oktakarbonylu dikobaltu za vzniku trikarbonylu nitrosylkobaltu:
Co2(CO)8 + 2 NO → 2 CoNO(CO)3 + 2 CO

### Z NO+a NOCl
Nahrazení ligandů nitrosylovými kationty lze provést pomocí tetrafluorboritanu nitrosonia; toto činidlo je možné použít u hexakarbonylů molybdenu a wolframu:
M(CO)6 + 4 MeCN + 2 NOBF4 → [M(NO)2(MeCN)4](BF4)2
Chlorid nitrosylu reaguje s hexakarbonylem molybdenu za tvorby [Mo(NO)2Cl2]n.
Jako zdroj NO může být použit i diazald.

### Z hydroxylaminu
Hydroxylamin se může po disproporcionaci stát zdrojem aniontu oxidu dusnatého:
K2[Ni(CN)4] + 2 NH2OH + KOH → K2[Ni(CN)3)NO] + NH3 + 2 H2O + KCN

### Z kyseliny dusičné
I kyselinu dusičnou lze použít na přípravu komplexů oxidu dusičného. Významnou reakcí je autodehydratace kyseliny dusičné:
2 HNO3 → NO2+NO3− + H2O
Kyselina dusičná se používá k přípravě nitroprusidů z hexakyanoželeznatanů:
HNO3 + [Fe(CN)6]4− → [Fe(CN)5(NO)]2− + OH− + OCN−

### Z kyseliny dusité
Některé aniontové nitritokomplexy se za přítomnosti kyselin deoxygenují za vzniku lineárních nitrosylových kkomplexů:
[LnMNO2]− + H+ → [LnMNO] + OH−
V některých případech je tato reakce vratná.

### Oxidace amminkomplexů
U některých amminkomplexů se amoniakové ligandy mohou oxidovat na nitrosylové:
H2O + [Ru(terpy)(bipy)(NH3)]+ → [Ru(terpy)(bipy)(NO)]2+ + 5 H+ + 6 e−

## Reakce

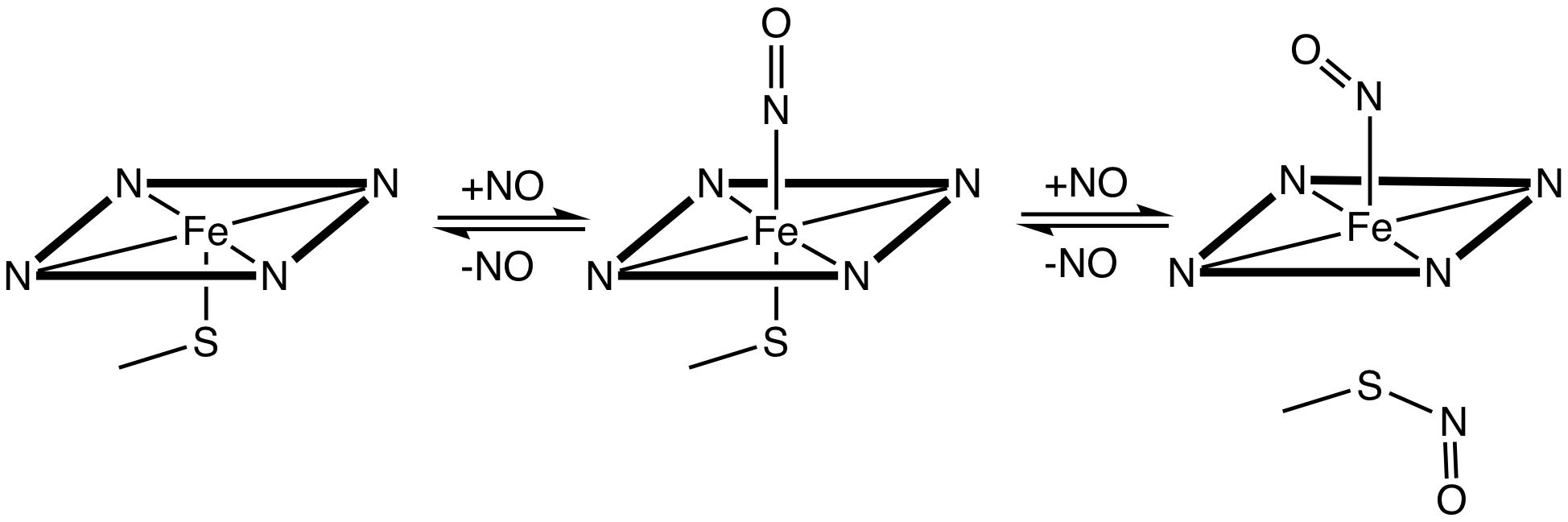
Nitrosylace hem-thiolátu, součást buněčné signalzace oxidem dusnatým (porfyrin je zobrazen jako čtverec)

Důležitou reakcí je acidobazická rovnováha, využívaná na přípravu dusitanových komplexů kovů:
[LnMNO]2+ + 2OH− ⇌ LnMNO2 + H2O
Tato rovnováha potvrzuje, že lineární nitrosylové ligandy odpovídají vzorci NO+, kde má dusík oxidační číslo +3:
NO+ + 2 OH− ⇌ NO2− + H2O
Protože má dusík větší elektronegativitu než uhlík, tak bývají nitrosylové komplexy silnějšími elektrofily než karbonyly; na dusík se často navazují nukleofily. Dusíky ohnutých nitrosylů jsou zásadité, mohou být oxidovány, alkylovány, nebo protonovány:
(Ph3P)2(CO)ClOsNO + HCl → (Ph3P)2(CO)ClOsN(H)O
Ojediněle mohou být NO ligandy kovovými centry štěpeny:
Cp2NbMe2 + NO → Cp2(Me)Nb(O)NMe
2 Cp2(Me)Nb(O)NMe → 2 Cp2Nb(O)Me + ½MeN=NMe

## Využití
Nitrosylové komplexy kovů jsou meziprodukty reakcí v katalyzátorech výfukových plynů, které snižují emise oxidů dusíku ze spalovacích motorů.

Struktura dinitrosylkomplexu železa

Reakce katalyzované komplexy NO nemívají v organické chemii výraznější využití. V biologii a lékařství je ovšem oxid dusnatý důležitou signální molekulou a tato skutečnost je základem nejvýznamnějších využití nitrosylových komplexů. Nitroprusidový anion, [Fe(CN)5NO]2−, smíšený komplex obsahující také kyano ligand, se používá jako léčivo, které pomalu uvolňuje NO. Signalizační funkci NO posiluje jeho komplexace s hemem, kde má ohnutou geometrii. Oxid dusnatý se také váže na FeS proteiny za vzniku dinitrosylových komplexů železa.

## Thionitrosyly
Jsou známy i komplexy obsahující thionitrosylové (NS) ligandy. Podobně jako nitrosyly mohou i thionitrosyly mít lineární i ohnuté geometrie.